# 산청 단성 사직단
산청 단성 사직단(山淸 丹城 社稷壇)은 대한민국 경상남도 산청군 단성면에 있는 조선시대의 사직단이다. 2005년 1월 13일 경상남도의 기념물 제255호로 지정되었다.

## 개요
단성 사직단은 제단의 위치, 제단의 축조 방식이나 제도적 규식 등을 보아 조선왕조 초기에 건립된 지방 사직단의 형태를 나타내고 있다. 동, 서, 남 세방향은 제단의 형태가 완연히 남아있고 각각의 방향으로는 중간에 3층으로 이루어진 섬돌의 모습이 남아 있다.
조선왕조 초기에 조성될 당시의 원형을 잘 유지하고 있을 뿐만 아니라, 도내에서 거의 유일하게 남아있는 사직단이며 봉안하고 있는 사직 신위패 2점 또한 그 유래가 오래되었다.

## 같이 보기
- 사직단

## 참고 자료
- 산청단성사직단 - 국가유산청 국가유산포털